# MAPNA集团
MAPNA 集团是一家伊朗的集团公司，参与火力和可再生能源发电厂的开发和运营、石油和天然气的开采、铁路运输以及其他多种工业项目。同时，MAPNA 集团制造包括燃气轮机、蒸汽轮机、发电机和涡轮叶片在内的多种设备，以及燃气轮机余热锅炉（HRSG）和常规锅炉、电气和控制系统、气体压缩机、机车和其他相关设备。
该公司最初被命名为“伊朗电厂项目管理公司(Iran Power Plant Projects Management Company)”，MAPNA (مپنا) 是其波斯语名称的首字母缩写。 2012 年 10 月，随着控股公司活动的多元化，MAPNA 正式成为公司的官方商标，其全称被取消。
MAPNA 成立于 1993 年，其最初的目标是成为火力发电厂的总承包商。但其在成立 20 年后将业务线多元化拓展到了其他行业。该集团是中东和北非地区第一家本地热电厂总承包商。
2005年，该公司跻身德黑兰证券交易所前十名的公司之一，市值超过10亿美元。至2010年6月，MAPNA是德黑兰证券交易所的第四大企业，市值达26亿美元。